# Petra Kulichová
Petra Kulichová (Pardubice, 13 settembre 1984) è un'ex cestista ceca.
Alta 198 cm per 84 kg, giocava come centro.

## Carriera
Con la Rep. Ceca ha disputato tre edizioni dei Giochi olimpici (Atene 2004, Pechino 2008, Londra 2012), tre dei Campionati mondiali (2006, 2010, 2014) e sei dei Campionati europei (2005, 2007, 2009, 2011, 2013, 2017).